# UTC−08:30
Az UTC–08:30 egy időeltolódás volt, amely nyolc és fél órával volt hátrább az egyezményes koordinált világidőtől (UTC). Ma már egy terület sem használja.

## Korábban ebbe az időeltolódásba tartozó terület

### Óceánia
- Egyesült Királyság
  -  Pitcairn-szigetek (az Egyesült Királyság tengerentúli területe)

## A korábban ebbe az időeltolódásba tartozó időzónáról
Az UTC–8:30-ban lévő időzónát korábban is csupán egy terület, a Pitcairn-szigetek használta. 1998. április 26-án azonban UTC-8:00-ra álltak át. Az átállás estéjén 23:59:59 után 00:30:00 következett.

## Fordítás
Ez a szócikk részben vagy egészben  az   UTC−08:30 című angol Wikipédia-szócikk ezen változatának fordításán alapul.  Az eredeti cikk szerkesztőit annak laptörténete sorolja fel. Ez a jelzés csupán a megfogalmazás eredetét és a szerzői jogokat jelzi, nem szolgál a cikkben szereplő információk forrásmegjelöléseként.